# Markbuchener Sattel
Der Markbuchener Sattel (901 m) ist eine Passhöhe im Bayerischen Wald im Osten von Sankt Englmar im Naturpark Bayerischer Wald. Sie liegt zwischen dem Predigtstuhl (1024 m) und dem Pröller (1049 m). Das im Nordosten liegende Markbuchen (Gemeinde Sankt Englmar) ist namensgebend.
Über den Markbuchener Sattel führt die Staatsstraße 2139, die Sankt Englmar mit Viechtach verbindet. Ein Parkplatz dient als Ausgangspunkt für Wanderungen zum Predigtstuhl oder zum Pröller. Vier Lifte erschließen das Skigebiet am Predigtstuhl von einem weiteren Parkplatz aus, etwa 500 m im Nordosten der Passhöhe.